# Albert Marken
Albert Marken (* 5. September 1950 in Wiesmoor II bei Aurich) ist ein deutscher Politiker (SPD, Arbeit für Bremen und Bremerhaven (AFB)) und war für Bremerhaven sowie für die AFB Mitglied der Bremischen Bürgerschaft.

## Biografie

### Familie, Ausbildung, Beruf
Marken war ab Ende der 1960er Jahre als Polizeibeamter in Bremerhaven tätig, von 1980 bis 1988 Vorsitzender des Personalrats und zuletzt ab Anfang der 2000er Jahre bis zur Pensionierung Leiter der Polizeiabteilung-Nord der Schutzpolizei in Bremerhaven.
Er ist verheiratet mit der Politikerin Marlies Marken (SPD).

### Politik
Er war von 1979 bis Februar 1995 Mitglied der SPD und trat dann in die neu gegründete AFB ein, eine Abspaltung konservativer und unzufriedener SPD-Mitglieder, die erfolgreich (10,7 %, 12 Mandate) unter Führung von Friedrich Rebers und Werner Lenz für die Bürgerschaft kandidierte. Marken wurde 1996 Vorsitzender der AFB in Bremerhaven, 1998 Vizevorsitzender im Land Bremen und im November 1998 kommissarischer Vorsitzender. Die AFB löste sich 2002 wieder auf.
Von 1995 bis 1999 war er für die AFB Mitglied der 14. Bremischen Bürgerschaft und Mitglied verschiedener Deputationen, u. a. für Inneres. Er war innenpolitischer Sprecher der AFB und 1997/99 zusammen mit Andreas von Lojewski Fraktionsvorsitzender der AFB. Bei der für die AFB erfolglosen Wahl von 1999 (2,4 %) war er einer der Spitzenkandidaten der AFB.

### Weitere Mitgliedschaften
Marken ist Mitglied der Gewerkschaft der Polizei und war im Land Bremen ab 1989 stellv. Vorsitzender bzw. ab 1994 bis Ende 1995 Vorsitzender der GdP als Nachfolger von Hans Schulz. Er ist seit 1981 Mitglied der International Police Association (IPA).